# Seal the Deal and Let's Boogie
Albums de Volbeat
Outlaw Gentlemen and Shady Ladies
(2013) Let's Boogie! Live from Telia Parken
(2018)
Singles
1. The Devil's Bleeding Crown
Sortie : 7 avril 2016
2. For Evigt
Sortie : 29 avril 2016
3. Seal the Deal
Sortie : 20 mai 2016

Seal the Deal & Let's Boogie est le sixième album studio du groupe danois de heavy metal Volbeat, sorti le 3 juin 2016 par Republic Records aux États-Unis et par Vertigo Records et Universal Records en Europe.

## Accueil critique
L'album se vend à plus de 51 000 exemplaires aux États-Unis la première semaine, dont 48 000 dès sa sortie.

### Classements et certifications
| Classement musical                 | Meilleure position |
| ---------------------------------- | ------------------ |
| Allemagne (Media Control AG)       | 1                  |
| Australie (ARIA)                   | 47                 |
| Autriche (Ö3 Austria Top 40)       | 1                  |
| Belgique (Flandre Ultratop)        | 1                  |
| Belgique (Wallonie Ultratop)       | 21                 |
| Canada (Canadian Albums)           | 2                  |
| États-Unis (Billboard 200)         | 4                  |
| Danemark (Tracklisten)             | 1                  |
| Espagne (Promusicae)               | 29                 |
| Finlande (Suomen virallinen lista) | 1                  |
| France (SNEP)                      | 50                 |
| Hongrie (Mahasz)                   | 26                 |
| Italie (FIMI)                      | 71                 |
| Norvège (VG-lista)                 | 2                  |
| Pays-Bas (Mega Album Top 100)      | 3                  |
| Tchéquie (IFPI)                    | 9                  |
| Royaume-Uni (UK Albums Chart)      | 16                 |
| Royaume-Uni (Rock & Metal Albums)  | 1                  |
| Suède (Sverigetopplistan)          | 1                  |
| Suisse (Schweizer Hitparade)       | 1                  |

## Certifications
| Pays             | Certification |
| ---------------- | ------------- |
| Allemagne (BVMI) | Platine       |
| Autriche (IFPI)  | Platine       |
| Danemark (IFPI)  | 5 × Platine   |
| Norvège (IFPI)   | Platine       |
| Suède (GLF)      | Or            |

## Fiche technique

### Liste des chansons
Toutes les paroles sont écrites par Michael Poulsen., toute la musique est composée par Volbeat sauf contre-indication.
| No  | Titre                                                 | Paroles         | Musique                           | Durée |
| --- | ----------------------------------------------------- | --------------- | --------------------------------- | ----- |
| 1.  | The Devil's Bleeding Crown                            | Michael Poulsen | Poulsen                           | 3:56  |
| 2.  | Marie Laveau                                          | Poulsen         | Poulsen                           | 3:13  |
| 3.  | For Evigt (avec Johan Olsen)                          | Poulsen         | Poulsen                           | 4:44  |
| 4.  | The Gates of Babylon                                  | Poulsen         | Poulsen, Rob Caggiano, Jon Larsen | 4:34  |
| 5.  | Let It Burn                                           | Poulsen         | Poulsen                           | 3:39  |
| 6.  | Black Rose (avec Danko Jones)                         | Poulsen         | Poulsen                           | 3:55  |
| 7.  | Rebound (reprise de Teenage Bottlerocket)             | Ray Carlisle    | Carlisle                          | 2:29  |
| 8.  | Mary Jane Kelly                                       | Poulsen         | Poulsen                           | 5:39  |
| 9.  | Goodbye Forever                                       | Poulsen         | Poulsen                           | 4:30  |
| 10. | Seal the Deal                                         | Poulsen         | Poulsen, Larsen                   | 4:09  |
| 11. | Battleship Chains (reprise de The Georgia Satellites) | Terry Anderson  | Anderson                          | 3:21  |
| 12. | You Will Know                                         | Poulsen         | Poulsen, Caggiano, Larsen         | 4:31  |
| 13. | The Loa's Crossroad                                   | Poulsen         | Poulsen, Caggiano, Larsen         | 4:21  |

| 14. | Slaytan                                                             | 0:58 |
| 15. | The Bliss                                                           | 4:42 |
| 16. | Black Rose                                                          | 3:57 |
| 17. | The Devil's Bleeding Crown (live à Tusindårsskoven, Odense en 2015) | 4:04 |

### Membres
Volbeat
- Michael Poulsen – chant, guitare rythmique
- Jon Larsen – batterie
- Rob Caggiano – guitare, guitare basse